# Croix arménienne
 (signalé en août 2025).
Si vous disposez d'ouvrages ou d'articles de référence ou si vous connaissez des sites web de qualité traitant du thème abordé ici, merci de compléter l'article en donnant les références utiles à sa vérifiabilité et en les liant à la section « Notes et références ».
- Archive Wikiwix
- Bing
- Cairn
- DuckDuckGo
- E. Universalis
- Gallica
- Google
- G. Books
- G. News
- G. Scholar
- Persée
- Qwant
- (zh) Baidu
- (ru) Yandex
- (wd) trouver des œuvres sur Wikidata

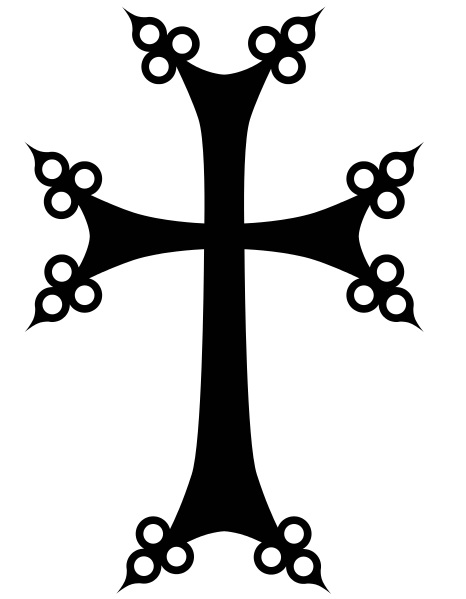
Croix arménienne.

La croix arménienne (en arménien : Հայկական խաչ, Haykakan khatch) est un symbole du christianisme arménien depuis le VIe siècle. Il s'agit d'une croix chrétienne (généralement une croix latine pattée) aux extrémités fleuries qu'on appelle aussi la « croix fleurie ».
Elle est souvent représentée sur les khatchkars.

## Galerie

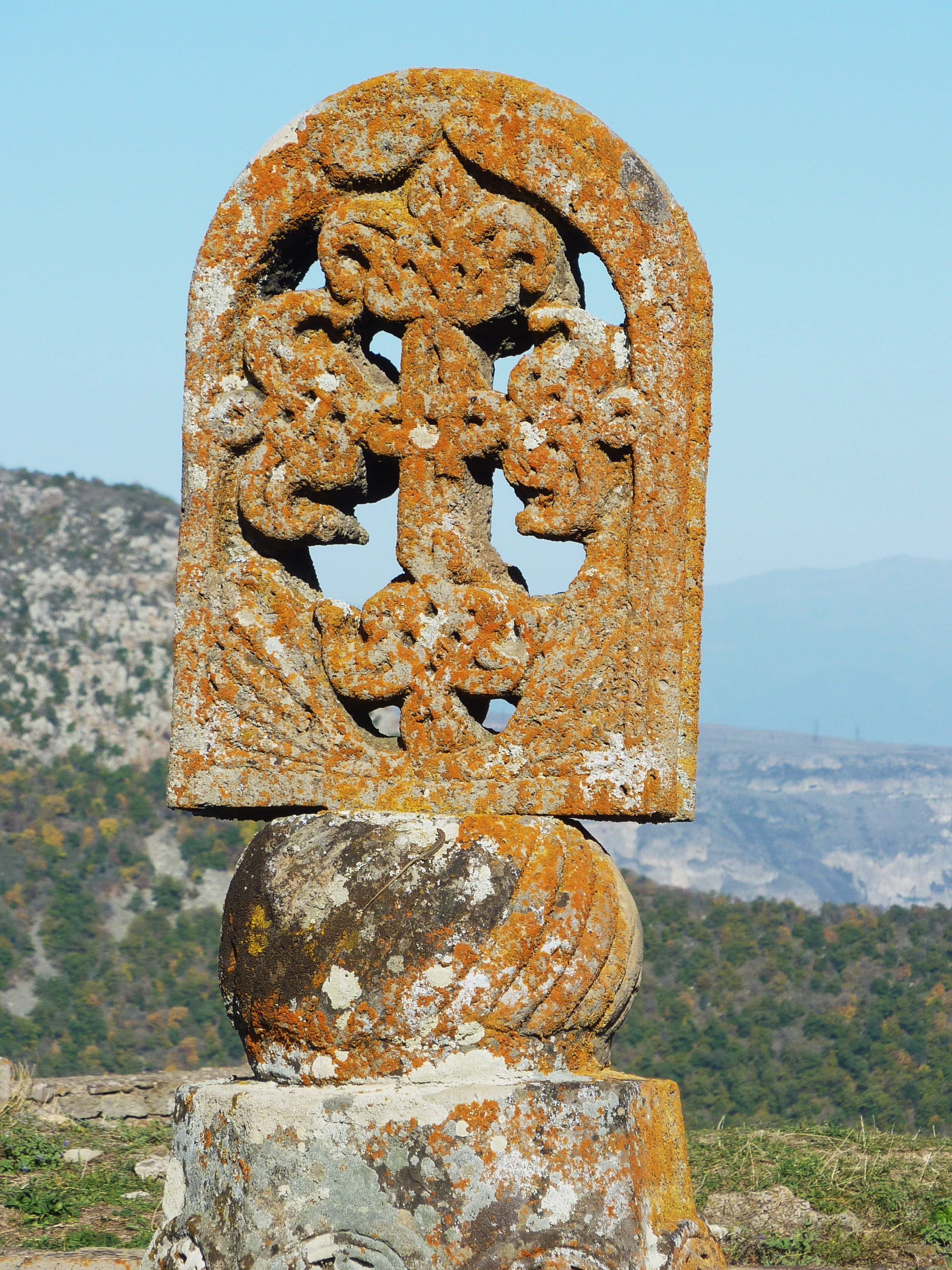
Croix au monastère de Tatev.
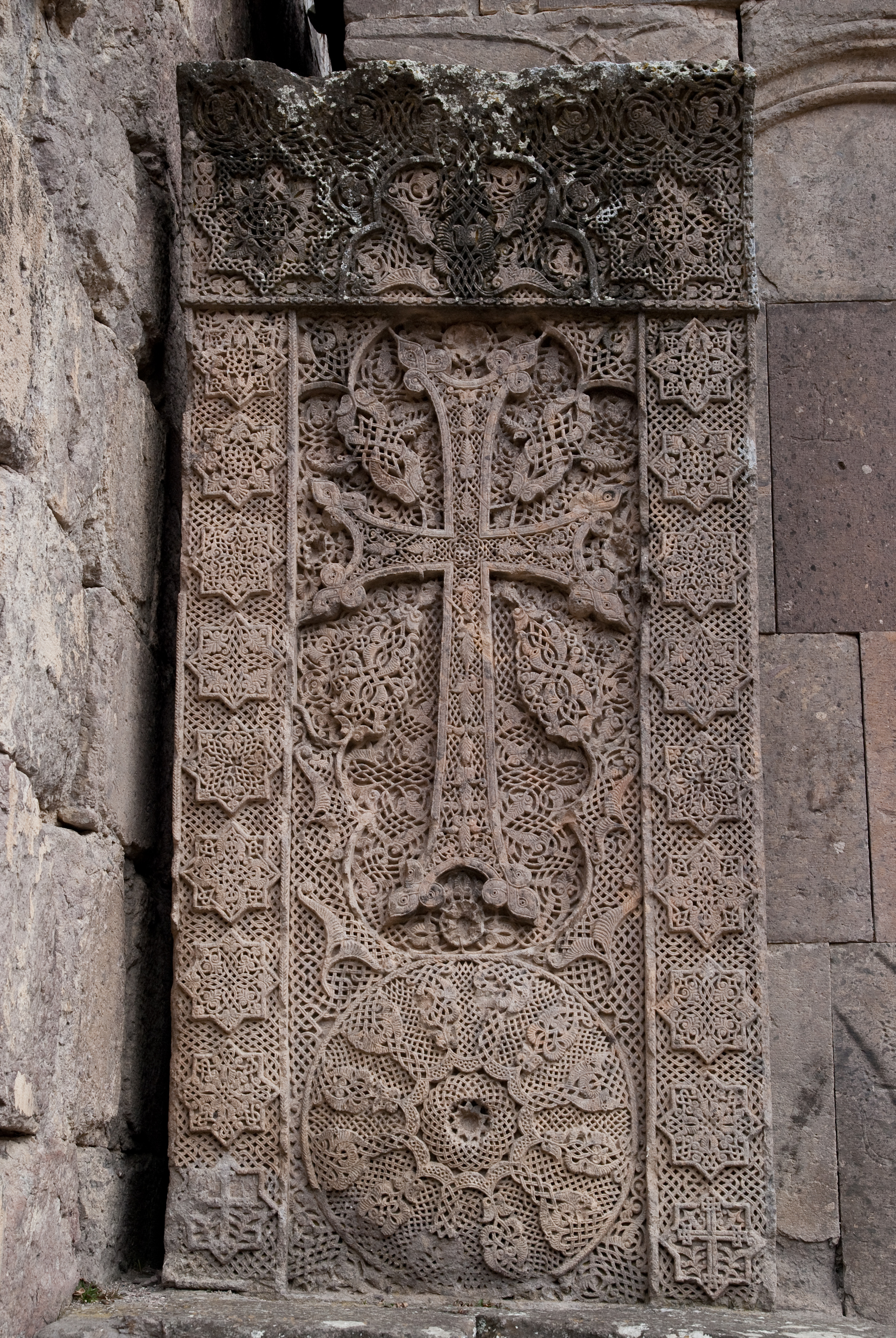
Khatchkar à Gochavank.
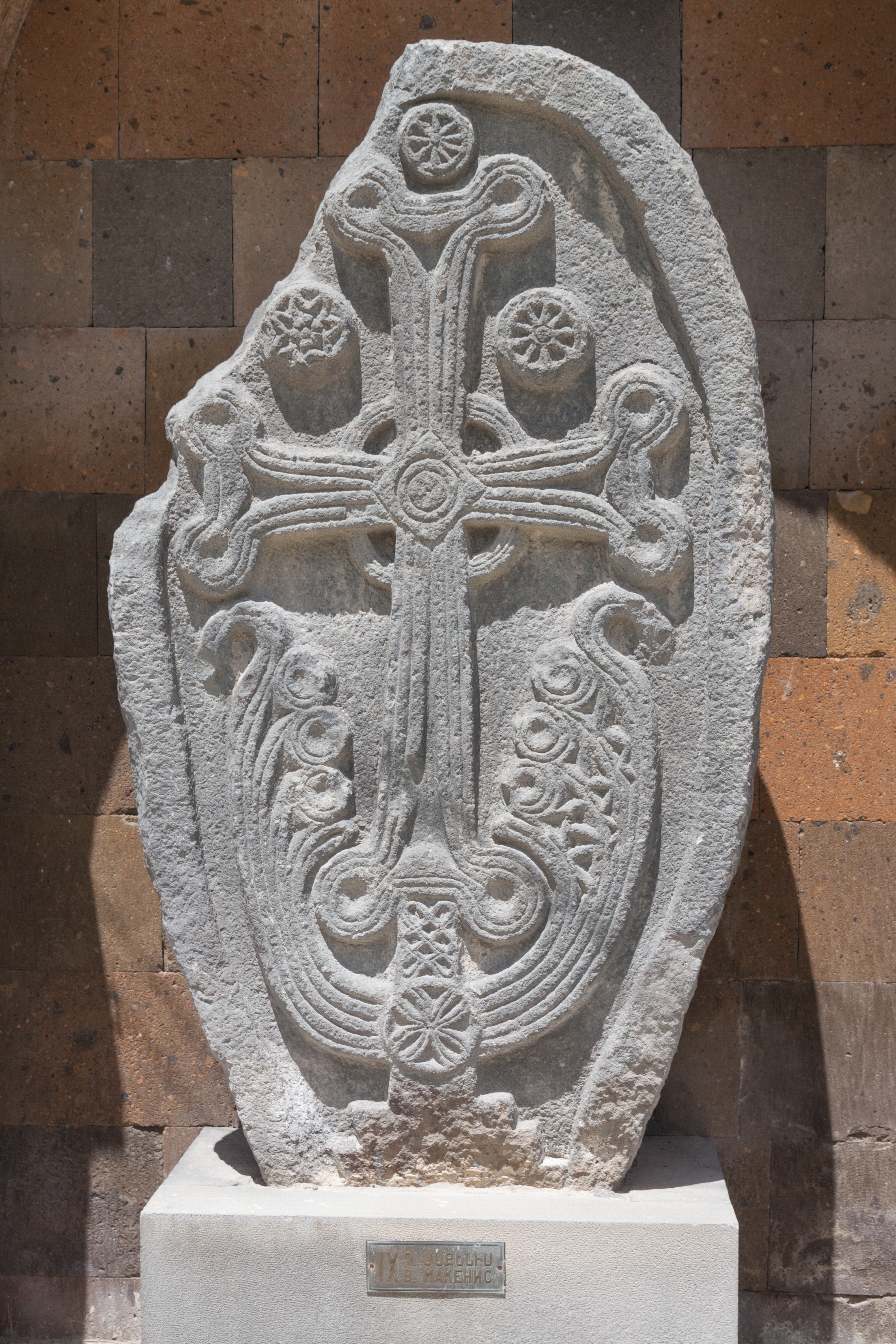
Khatchkar de 996.
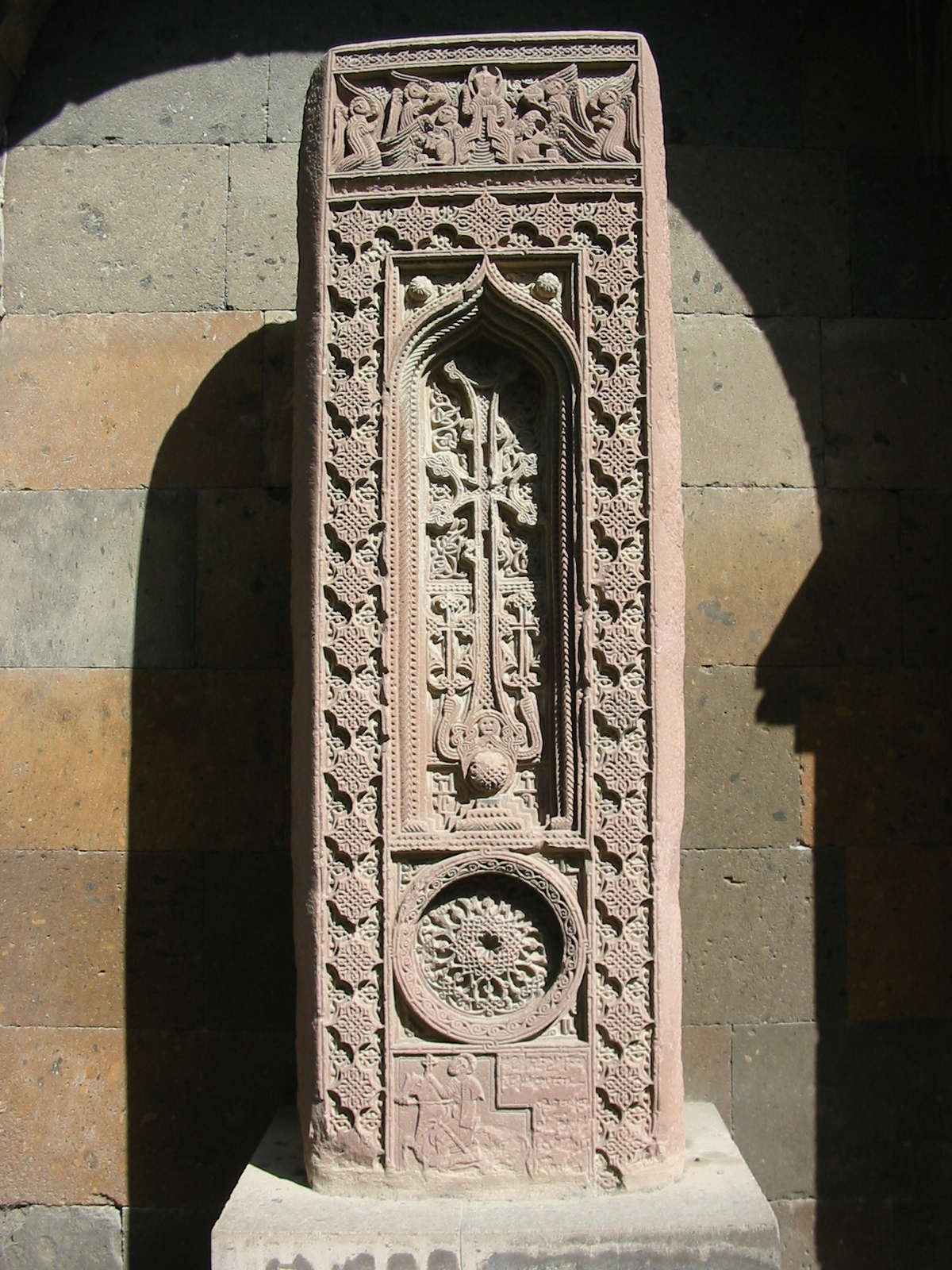
Khatchkar de Djougha (1602).
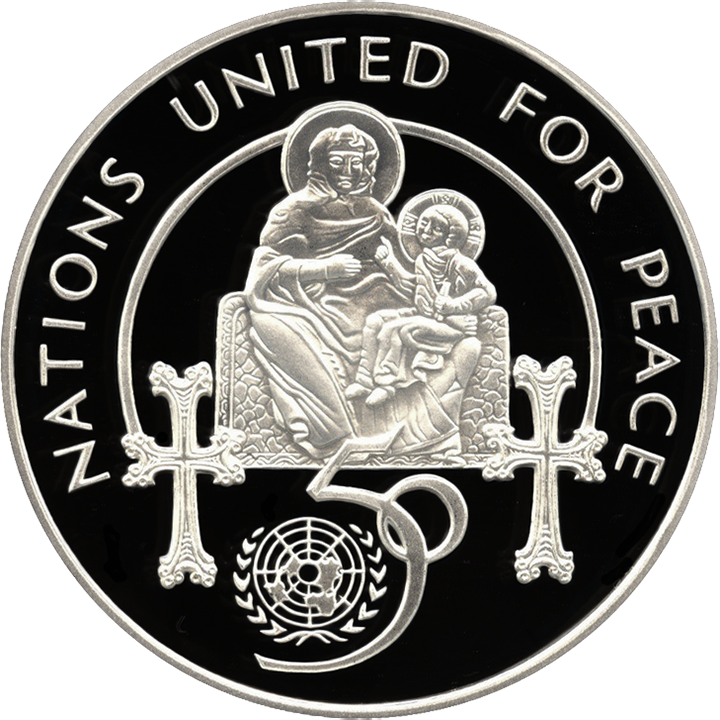
Croix arménienne sur une pièce de monnaie de 100 drams (1995).
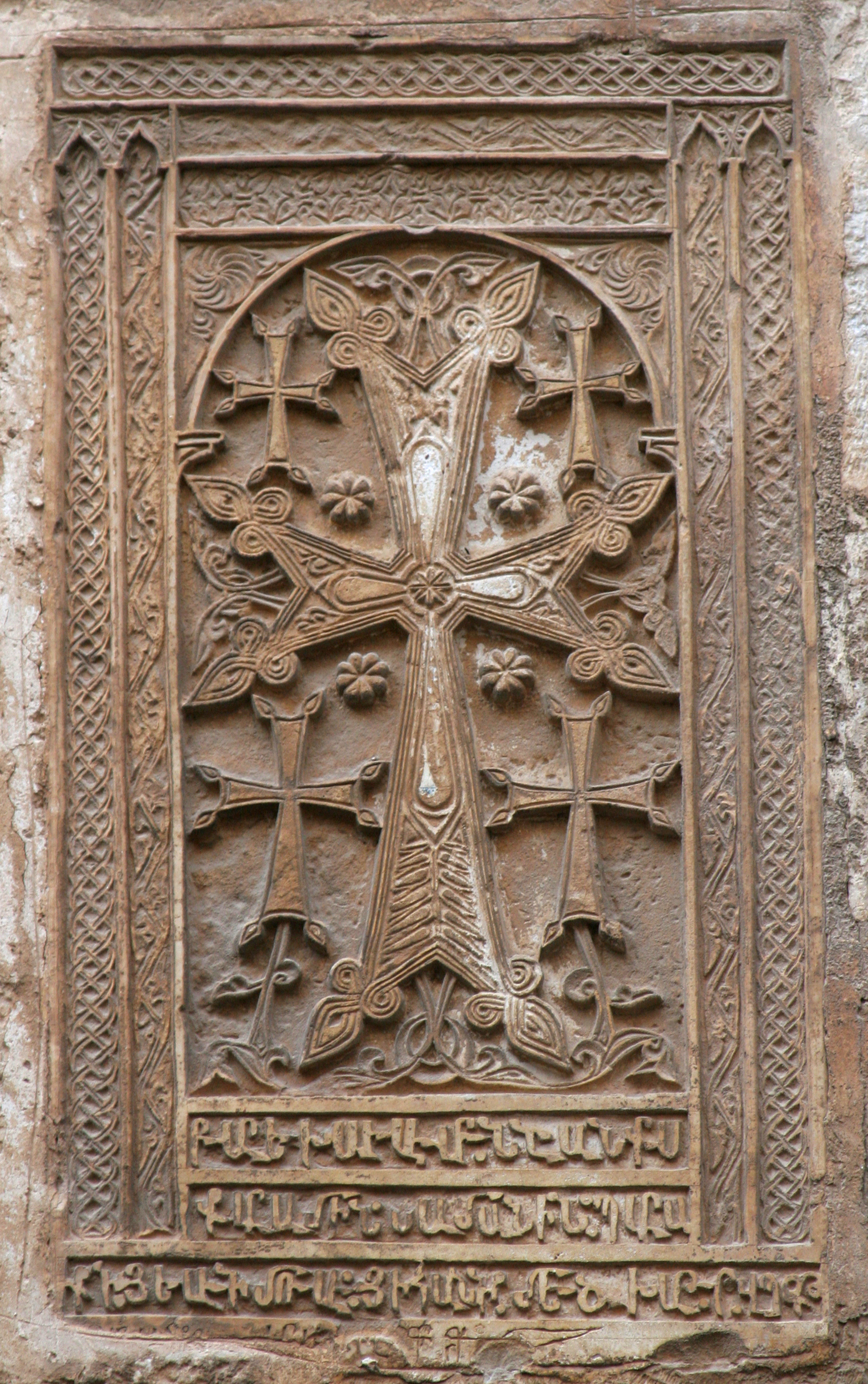
Croix arménienne à Jérusalem (1440).